# Sangye Pel (Kaiserlicher Lehrer)
Sangye Pel (tib.: sangs rgyas dpal; chinesisch 桑结贝, Pinyin Sangjiebei) (* 1267; † 1314) war Neffe des fünften kaiserlichen Lehrers Dragpa Öser und Abt des Sakya-Klosters. Von 1305 bis 1314 war er Kaiserlicher Lehrer (dishi / ti shri) der Mongolen-Kaiser Chengzong (Timur Khan), Wuzong (Külüq Khan) und Renzong (Buyantu Khan). Er war die siebte Person in diesem Amt des höchsten Mönchsbeamten der Zentralregierung für buddhistische Angelegenheiten.